# 40 ans, Tentations d’une Femme Mariée
40 ans, Tentations d’une Femme Mariée ist ein französischer Porno-Spielfilm der Regisseurin Liselle Bailey aus dem Jahr 2019. Er wurde bei den AVN Awards 2020 als „Best MILF Production“ ausgezeichnet und kann der Kategorie von MILF-Filmen zugeordnet werden.

## Handlung
Während Mariska sich von einem besonders feuchtfröhlichen Geburtstag erholt, erhält sie für eine Frau in den Vierzigern eine interessante Art von Paket. Darin befindet sich ein Mobiltelefon und Nachrichten von einem mysteriösen Fremden, der anfängt, ihr Befehle zu erteilen. Mariska vermutet, dass Ben, ihr Ehemann, hinter diesem Streich steckt. Aus Neugier und dem Geschmack für verbotene Dinge spielt sie mit. Es ist ein gefährliches Spiel, das sie über alle Tabus hinaus treibt, die sie einmal hatte.

## Auszeichnungen
- 2020: AVN Award – Best MILF Production[1]